# Campino
Campino, eredeti nevén Andreas Frege (Düsseldorf, 1962. június 22. –) a düsseldorfi Die Toten Hosen zenekar énekese, szövegírója.

## Életútja
Campino a Frege-család leszármazottja: a XVIII-XIX. században az egyik legjelentősebb lipcsei kereskedő- és bankárcsaládé. Apai nagyapja, Ludwig Frege a Bundesverwaltungsgericht (Szövetségi Közigazgatási Bíróság) elnöke volt.
Campino 1962. június 22-én Düsseldorfban született, édesapja, Joachim Frege bíró, angol származású édesanyja, Jenny Frege tanárnő volt. Öt testvérével együtt kétnyelvűként nőtt fel. Campino kétéves volt, mikor családjával a  Düsseldorftól néhány kilométernyire fekvő Mettmannba költöztek.
Tanulmányait a düsseldorfi Humboldt Gimnáziumban végezte, ahol megismerkedett jövőbeli zenekartársával Breitivel, polgári nevén Michael Breitkopffal. 1983-ban sikeres érettségi vizsgát tett. Az érettségi után 6 hónapon keresztül katonai szolgálatot teljesített, majd polgári szolgálatot vállalt a düsseldorf-grafenbergi pszichiátriai intézetben.
1978-tól 1982-ig a ZK együttes énekese, majd 1982-ben Andreas von Holsttal, Michael Breitkopffal, Andreas Meurerrel, Trini Trimpoppal és Walter Novemberrel megalapították a Die Toten Hosent.

## Néhány dal háttere
1997-ben tartották az 1000. koncertjüket a düsseldorfi Rhein-stadionban, amelyen egy holland lány, Rieke Lax a közönség tolongása miatt életét vesztette. Ennek állít emléket az Alles ist eins ("Minden egy") című számuk.
A Nur zu Besuch ("Csak látogatóban") című számot, édesanyja halálára írta, míg az Unser Haus ("A mi házunk") a gyermekkorát és édesapja halálát dolgozza fel. Campino szülei bélrákban haltak meg, ennek köszönhetően látható Németországban a Rákellenes Liga reklámarcaként.
1988 -ban adták ki az Ein kleines bisschen Horrorschau ("Egy kis horror-tárlat") című albumukat, melynek alapötletét a Mechanikus narancs című film adta. A filmből színdarabot készítettek, melynek német változatában az album számai hallhatóak. Az első szám, a Hier kommt Alex ("Itt jön Alex") a film főszereplőjéről szól. Az albumon egyes számok között Beethoven zenéje hallható.

## Film-, tv- és egyéb szerepei
Campino az 1980-as évek óta jelentős médiaszemélyiségnek számít Németországban, gyakran szerepel a televízióban is. Rendszeresen jelennek meg újságcikkei. 1989-ben New Yorkba utazott, hogy interjút készítsen Joey Ramone-nal és Dick Manitoba-val a ME Sounds magazin számára. A Der Spiegel felkérésére 1993-ban Paul McCartney-val, 1994-ben pedig Angela Merkellel, a Süddeutsche Zeitung számára 2001-ben pedig Joe Strummerrel, a The Clash énekesével készített interjút, mely a lap színes mellékletében, a Süddeutsche Zeitung Magazinban jelent meg.
Énekesi karrierje mellett filmszerepeket is vállal. Első alkalommal 1986-ban mellékszerepet kapott a Verlierer (Vesztes) című filmben. 1990-ben a Fahnder (Nyomozó) című krimisorozatban egy punkot alakított. Élete első komolyabb főszerepét az 1992-ben készült Langer Sammstag (Hosszú szombat) című vígjátékban játszotta.
2006-ban Klaus Maria Brandauer rendezésében a berlini Admiralspalastban bemutatott Bertolt Brecht-darabban, a Koldusoperában a főszereplőt, Mackie Messert alakította.
Legjelentősebb filmszerepét a 2008-as cannes-i fesztiválon bemutatott Wim Wenders filmben a Halál Palermóban (Palermo Shooting) játszotta Dennis Hopper, Milla Jovovich és Giovanna Mezzogiorno partnereként.
Két dokumentumfilmet is forgattak Campinoról. 2001-ben a német NDR televíziótársaság Gott und die Welt (Isten és a világ) című sorozatának egyik része Campino egyházhoz, valláshoz és Istenhez fűződő kapcsolatáról szól. Az ARTE televíziótársaság Frank Eggers rendezésében 2004-ben készített dokumentumfilmet Campinoról.
Zenekarával, a Die Toten Hosennel következetesen fellép az idegengyűlölet és a szélsőjobboldali eszmék ellen, ő maga pedig 2006 decemberében a Schule ohne Rassismus - Schule mit Courage projekt keretében a birkenwederi Hildebrandt-Schule "keresztapja" lett.
Népszerűségét mutatja, hogy a ZDF által a legnagyobb németekről kiírt felmérésen 2003-ban a 65. helyezést érte el 300 jelölt közül.

## Vendégszereplései
- 1988 Wild Times Again - The Lurkers
- 1997 Power Cut - The Boys
- 1998 Raise your Voice - Bad Religion
- 2006 26 1/2 - Fehlfarben a Paul ist tot ("Paul halott") című számban
- 2007 La vida… Es un Ratico - Juanes

## Bibliográfia
- Die Toten Hosen: Bis zum Bitteren Ende - Die Toten Hosen erzählen ihre Geschichte. Deutscher Taschenbuch Verlag, 2006, (ISBN 3423208910)
- Fryderyk Gabowicz: Die Toten Hosen - Live, Backstage, im Studio. Schwarzkopf + Schwarzkopf, 2006, (ISBN 3896027328)
- Jürgen Teipel: Verschwende Deine Jugend. Suhrkamp, Frankfurt/Main 2001, (ISBN 3518397710)
- Joachim Lucchesi: Brandauer inszeniert die Dreigroschenoper von Brecht & Weill. Suhrkamp, Frankfurt/Main, 2006. (ISBN 3518458078)